# Cathedra bahiensis
Cathedra bahiensis är en tvåhjärtbladig växtart som beskrevs av Herman Otto Sleumer. Cathedra bahiensis ingår i släktet Cathedra och familjen Aptandraceae. Inga underarter finns listade i Catalogue of Life.